# Alan Broadbent

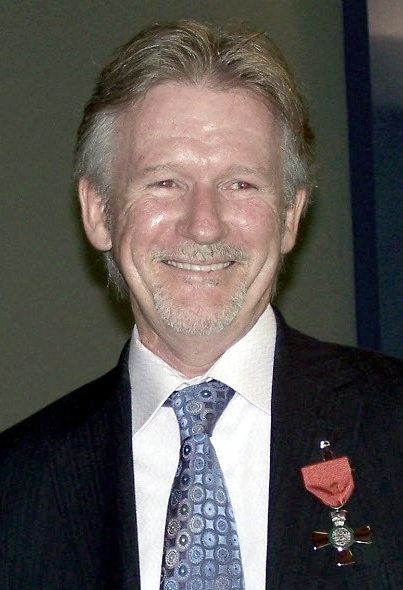
Alan Broadbent, 2008

Alan Broadbent, MNZM (* 23. April 1947 in Auckland, Neuseeland) ist ein Jazzpianist, Arrangeur und Komponist.

## Leben und Werk
Er studierte zunächst Klavier und Musiktheorie in Neuseeland, kam aber 1966 in die USA um am Berklee College of Music zu studieren. Daneben war er auch Schüler von Lennie Tristano. 1969 bis 1972 arrangierte und komponierte er für Woody Herman (u. a. 1975 Variations on a scene), bei dem er auch als Solist spielte. Nach dieser Zeit ließ er sich in Los Angeles nieder. In den 1970er Jahren arbeitete er sowohl im klassischen Bereich (wo er auch klassische Kammermusik schrieb) als auch als Jazzmusiker: 1975 in der John Klemmer Band, ab 1979 im Trio mit Bud Shank und als Sideman für Warne Marsh, Chet Baker und Gary Foster und Begleiter der Sängerin Irene Kral (Where Is Love?, 1975, Kral Space, 1977, Gentle Rain, 1977). In den achtziger Jahren begann seine Teilnahme an Charlie Hadens Quartet West, das ihn einem größeren Publikum bekannt machte. In den 90er Jahren erhielt er für seine Arrangements mit Natalie Cole und Shirley Horn zwei Grammies, begleitete auch Sänger wie Kenny Rankin und Sheila Jordan (Live at Mezzrow, 2022) und veröffentlichte mit seinem Trio Aufnahmen unter eigenem Namen. In seinem Jazzklavierspiel ist die klassische Ausbildung teils deutlich zu hören. Als Dirigent arbeitete er auch für Kerem Görsev (Therapy).

## Diskografische Hinweise
- Quartet West (Verve, 1986)
- Charlie Haden Quartet West: Haunted Heart (Verve 1992)
- Pacific Standard Time (Concord, 1995 mit Putter Smith, Frank Gibson Jr)
- Personal Standards (Concord, 1996 mit Putter Smith, Joe LaBarbera)
- Every Time I Think of You (2006)
- David Sills: Bigs (2001, mit Larry Koonse und Darek Oles)
- You & the Night & the Music (2004)
- Broadbent/Cline/Erskine/Pasqua: The Music of Eric Von Essen. Vol. 2 (Cryptogramophone 2005, mit Jeff Gauthier, Nels Cline, Stacy Rowles, Dave Carpenter, David Witham, Putter Smith, Tom Garvin, Joel Hamilton, Kendall Kay, Larry Koonse, Michael Elizondo, Tom Warrington, Paul Kreibich)
- Alan Broadbent & NDR Bigband: America the Beautiful (Jan Matthies Records, 2014)
- Georgia Mancio & Alan Broadbent: Songbook (Roomspin Records, 2017)
- Alan Broadbent with the London Metropolitan Orchestra: Developing Story (Eden River Records, 2017)
- New York Notes (Svant, 2019), mit Harvie Swartz, Billy Mintz
- Alan Broadbent Trio: Trio in Motion (Savant, 2020)
- Georgia Mancio & Alan Broadbent: Quiet Is the Star (2021)